# Maladera umbratica
Maladera umbratica är en skalbaggsart som beskrevs av Brenske 1898. Maladera umbratica ingår i släktet Maladera och familjen Melolonthidae. Inga underarter finns listade i Catalogue of Life.